# Zealachertus binarius
Zealachertus binarius är en stekelart som beskrevs av Berry 1999. Zealachertus binarius ingår i släktet Zealachertus och familjen finglanssteklar. Inga underarter finns listade i Catalogue of Life.